# クアトロ・ピエドラス牧場
クアトロ・ピエドラス牧場（クアトロ・ピエドラスぼくじょう、スペイン語: Haras Cuatro Piedras）はウルグアイカネロネス県プログレソにある競走馬の生産及び種牡馬の繋養を行う牧場で、2000年に開設された。

## 現在の繋養種牡馬
- Invasor(2015/16年-)

## 過去の繋養種牡馬
- Aero Trem (2022/23年)
- Awzaan(2012/13-2021/22年)
- Bright Again(2006/07-2010/11年)
- Brujo De Olleros (2017/18-2019/20年)
- Dancer Man (2010/11-2014/15年)
- Dr. Greenfield (2003/04-2008/09年)
- Eyeofthetiger(2010/11年)
- Lake's Explorer
- Mane Minister (2006/07-2009/10年)
- Orb(2021/22-2022/23年)
- Palius (2002/03-2008/09年)
- Real Quiet(2009/10年)
- Smarty Jones(2011/12-2013/14年)
- Trinniberg (2016/17-2017/18年)